# Pornpreecha Jarunai
Pornpreecha Jarunai (thailändisch พรปรีชา จารุนัย, * 27. Dezember 1985) ist ein thailändischer Fußballspieler.

## Karriere
Pornpreecha Jarunai spielt bis 2012 beim Drittligisten Samut Prakan United FC in Samut Prakan. 2013 wechselte er zum Zweitligisten Navy FC nach Sattahip. Hier spielte er bis Mitte 2014. Im Juli 2014 unterschrieb er einen Vertrag beim Ligakonkurrenten BBCU FC in Bangkok. 2016 wechselte er zum Sukhothai FC. Der Club aus Sukhothai spielte in der ersten Liga, der Thai Premier League. 2016 gewann er mit dem Verein den FA Cup. Für Sukhothai bestritt er 19 Erstligaspiele. Trat FC, ein Zweitligist aus Trat, nahm ihn in der Saison 2017 unter Vertrag. 2018 wechselte er wieder in die zweite Liga. Hier schloss er sich dem PTT Rayong FC aus Rayong an. Ende 2018 wurde er mit dem Club Meister der Thai League 2 und stieg somit wiederum in die erste Liga auf. Für Rayong stand er 2019 zwanzigmal in der ersten Liga auf dem Spielfeld. Ende 2019 gab Rayong bekannt, dass sich der Verein aus der Liga zurückzieht. 2020 nahm ihn sein ehemaliger Verein Trat FC wieder unter Vertrag. Am Ende der Saison 2020/21 musste er mit Trat als Tabellenvorletztem in die zweite Liga absteigen. Am Ende der Saison 2022/23 feierte er mit Trat die Vizemeisterschaft und den Aufstieg in die erste Liga. Am Ende der Saison 2023/24 belegte er mit Trat den letzten Tabellenplatz und musste somit in die zweite Liga absteigen.

## Erfolge
Sukhothai FC
- Thailändischer Pokalsieger: 2016

PTT Rayong FC
- Thailändischer Zweitligameister: 2018  ▲

Trat FC
- Thailändischer Zweitligavizemeister: 2022/23  ▲